# Die schmutzigen Hände

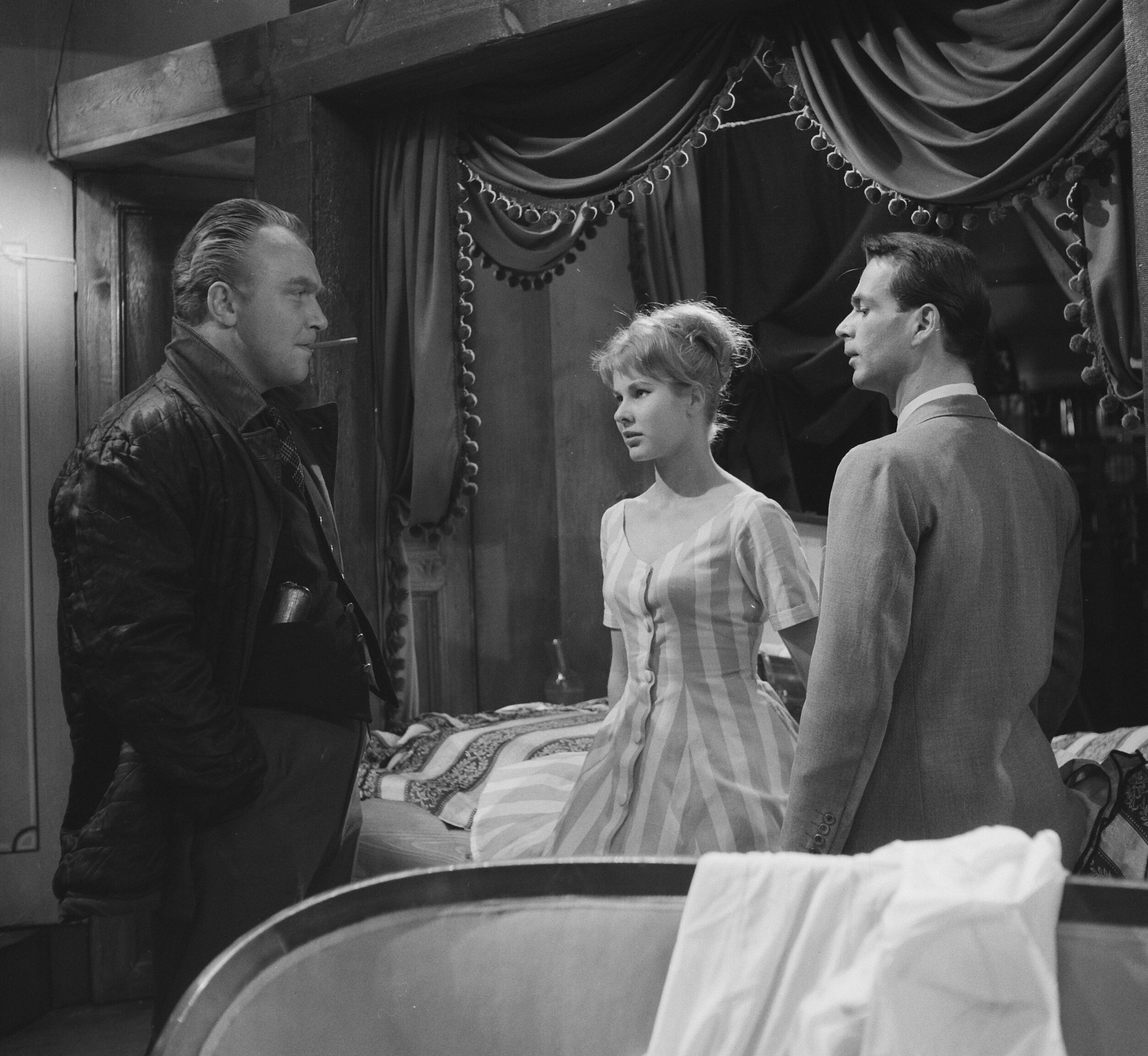
Niederländische TV-Verfilmung von Die schmutzigen Hände (1960)

Die schmutzigen Hände (fr. Les mains sales) ist ein Drama des französischen Schriftstellers und Philosophen Jean-Paul Sartre aus dem Jahre 1948.

## Handlung
Das Stück ist in sieben Akte gegliedert. Die Akte 2 bis 6 sind eine Rückblende und spielen zur Zeit des Zweiten Weltkrieges, der erste und der letzte Akt spielen kurz vor Ende des Krieges. Das ganze Stück findet statt im fiktiven Land Illyrien, das sich in Osteuropa befindet.

## Zusammenfassung
Les mains sales spielt während der Zeit des Zweiten Weltkrieges in einem Land namens Illyrien im Milieu einer kommunistisch-sozialistischen Einheitspartei, der Partei des Proletariats. Die Figuren Hoederer, Olga und Louis gehören zur Führungsriege der Partei. Auf der anderen Seite steht Hugo, ein junger Anarchist, Intellektueller und Bourgeois.
Hugo wird nach zwei Jahren Haft aus dem Gefängnis entlassen, die er wegen Mordes abgesessen hatte. Er geht auf direktem Weg zur Wohnung seiner Parteifreundin Olga und möchte sich dort der Rückendeckung seiner Partei versichern. Während seiner Haft waren ihm Zweifel daran gekommen. Olga versteckt ihn vor Mitgliedern der Partei, die ihn bereits verfolgen und umbringen wollen. Ohne zu verstehen, warum er als Verräter gilt, muss er der skeptischen Olga vom Tathergang berichten, um sie von seiner Parteitreue zu überzeugen. Er beginnt, die Geschichte des Mordes zu erzählen.
Der damals 21-jährige Hugo, der sich von seiner bourgeoisen Familie und Herkunft getrennt hat, will zur Partei gehören, und zwar nicht nur als Schreiberling der Parteizeitung, wofür er zunächst eingesetzt wird. Er will eine echte Tat, etwa einen Mord, begehen und im Kampf zupacken wie normale Parteimitglieder. So erhält er vom kommunistischen Arm der Partei den Auftrag, Hoederer zu ermorden, weil dieser ohne Zustimmung der Partei die Koalition mit der faschistischen Bewegung und den liberal-nationalistischen Kräften des Pentagons sucht, einer Partei der Bauern und des Bürgertums. Hoederer will durch diese Politik verhindern, dass Hunderttausende im Kampf gegen die einmarschierende Rote Armee fallen, dass die Partei des Proletariats als Partei von Moskaus Gnaden angesehen wird, aber auch, dass die Partei alleine die Verantwortung für die bei Kriegsende zu treffenden schwierigen Maßnahmen übernehmen muss und sich so der Chance beraubt, ihre Macht langfristig zu etablieren. 
Hugo, der eine Stelle als Sekretär bei Hoederer angenommen hat, um leichter an ihn heranzukommen, zögert jedoch mit dem Mord. Für die Partei ist Hugo somit bald ein Verräter. Er gerät unter Zugzwang und sucht in Gesprächen mit Hoederer den Gehorsam, der ihm von der Partei verlangt wurde. Hoederer, dem Menschen suspekt sind, die so viel von Disziplin sprächen wie Hugo, kann ihm aber nicht helfen, seine Grübeleien hinter sich zu lassen. Hugo wendet sich an seine Frau Jessica, die ihm rät, Hoederer den Mordbefehl der Partei zu gestehen, seine Motive nachzuvollziehen und dann mit ihm zusammenzuarbeiten. Das Gespräch mit Hoederer wird aber zunächst durch ein fehlschlagendes Attentat auf beide verzögert. 
Als schließlich Hugo immer noch unentschlossen mit Hoederer spricht, ahnt dieser bereits, dass er ermordet werden soll, und erklärt ihm, dass Hugo als Intellektueller nicht zum Morden geschaffen sei. In dem Gespräch treten die Unterschiede zwischen beiden offen zutage: Hugo stellt die Theorie, nach der die revolutionäre Partei die Macht mit Waffengewalt und nicht durch einen politischen Kuhhandel ergreift, über die politische Machbarkeit. Für Hoederer sind jedoch alle Mittel recht, wenn sie wirksam sind. Für ihn ist die Reinheit eine Idee für Fakire und Mönche. Politik bedeutet für Hoederer, die Hände in Dreck und Blut zu tauchen, sich die Hände also schmutzig zu machen. Im Laufe des Gespräches, das sich über einen Abend und den darauffolgenden Morgen zieht, sieht Hugo ein, dass Hoederer Recht hat, und nimmt sein Angebot der Zusammenarbeit an. Erst als Hugo Hoederer wenig später dabei ertappt, dass er seine Frau Jessica küsst, bringt er ihn im Affekt um. 
Olga hört diese Geschichte an und möchte die Partei nun dazu überreden, Hugo nicht umzubringen, da er politisch noch zu gebrauchen sei. Sie stellt jedoch die Bedingung, dass Hugo seinen alten Decknamen „Raskolnikoff“ fallen lasse und eine neue Identität annehme. Inzwischen habe es in der Partei nämlich einen Richtungsumschwung gegeben und alle politischen Pläne Hoederers würden umgesetzt, erklärt sie ihm. Für Hugo, der Hoederer aber eigentlich gemocht hat und ihn letztlich durch Zufall, wie er sagt, ermordet habe, kommt dies aber nicht in Frage. Er sieht dies als Verrat der Partei gegen das Angedenken Hoederers an und weigert sich, seine Tat und den Mordbefehl zu verleugnen. Doch damit ist er für die Partei nicht mehr verwendungsfähig – er wird erschossen.